# Filaggrine
Filaggrine is een eiwit in de huid. De belangrijkste functie lijkt het vasthouden van water in de hoornlaag, het bovenste laagje van de huid. Als de hoornlaag uitdroogt gaat de huid schilferen en jeuken. Huidziektes als constitutioneel eczeem en ichthyosis vulgaris hebben te maken met een verminderde aanmaak van filaggrine. De naam is afgeleid van filament aggregating protein.

## Achtergrond
In het stratum granulosum worden in de keratinocyten z.g. keratohyaliene korrels aangemaakt. Deze bevatten grote hoeveelheden pro-filaggrine. Profilaggrine bestaat uit 10 tot 12 herhalingen van dezelfde basisstructuur, 324 aminozuren lang: filaggrine. Door de werking van enzymen wordt profilaggrine gesplitst in filaggrine. In West-Europa komen bepaalde gen-varianten (R501X en 2284del4) tezamen bij 5% van de chromosomen voor. Patiënten die 2 van deze varianten dragen maken vrijwel geen filaggrine aan.

## Belang
- De hoornlaag is de belangrijkste barrière tegen verdampen van water, en stelt ons (voor 70% bestaande uit water) in staat om op het land te leven. Er wordt beweerd dat natural moisturizing factor, een mengsel van vochtvasthoudende stoffen in de hoornlaag, grotendeels afkomstig is van afbraakprodukten van filaggrine.[2]
- Ichthyosis vulgaris (vissenhuidziekte) is een erfelijke aandoening die gekenmerkt wordt door schilfers op de huid. De ziekte lijkt veroorzaakt door een tekort van filaggrine[1]. De aandoening komt vrij vaak voor (ong. 1 op 250), maar wordt lang niet altijd herkend.
- Constitutioneel eczeem komt veel vaker voor bij mensen met mutaties in het gen voor filaggrine[3]
- Het cyclisch gecitrullineerde eiwit dat gebruikt wordt in testen om reumatoïde artritis aan te tonen (de z.g. anti-CCP-test) is afgeleid van filaggrine.